# Египатски календар
; факсимил сачуван у Метрополитенском музеју уметности.]]
Древни египатски календар познатији као Annus Vagus или „Помична година“ је имао годину подијељену у 12 мјесеци по 30 дана, а на крају сваке године се додавало пет дана. Мјесеци су били груписани у три годишња доба, односно три пољопривредна циклуса: време поплаве (Akhet), сетве (Proyet) и жетве (Shomu).
Календар се сваке сунчеве године разликовао за један дан, па се више није подударао с годишњим раздобљима.
Тек после 1460 година (тзв. Сотис-периода) би година опет почела у право доба. То је исправљено давањем једног дана сваке четврте године (преступна година).
Римски писац Цензорин је тврдио да је египатска Нова година почела 20. 7. по јулијанском календару 139. године п. н. е. када је забележено хелијакално уздизање Сириуса. На темељу тога се израчунало да је пре тога Нова година почела у тај дан 1322. п. н. е., а пре тога 2782. п. н. е. Сматра се да је управо тада измишљен календар, али неки аутори тврде да се користио од године 4442. п. н. е.

## Почеци календара
За једну таблицу из времена владавине краља Дјера (Прва династија) из око 3000. п. н. е., први египтолози су претпоставили да указује на то да су Египћани већ установили везу између хелијакалног изласка Sothis-а (Сиријуса) и почетка године. Међутим, новија анализа сликовне сцене на овој таблици је довела у питање да ли она уопште упућује на Сотхис. Наше познавање овог периода остаје више ствар шпекулације него утврђене чињенице.

## Врсте календара
У старом Египту су знали за грађанску годину (дужине 365 дана, без изузетка) и два лунисоларна календара - један регулисан појавом Сиријуса и други шематски, усклађен са грађанском годином.
Египћани су у ранијем периоду могли користити лунарни календар, али када су открили несклад између лунарног календара и смене годишњих доба, вероватно су прешли на календар заснован на изливању Нила. Прво изливање према овом календару је опажено у првој египатској престоници, Мемфису, у исто време када и хелијакални излазак Сиријуса (египатски Sopdet, грчки Sothis). Египатска година је била подељена у три сезоне (годишња доба): akhet (Изливање или Поплава), peret (Раст - Зима) и shemu (Жетва - Лето). 
Разлика између сезонске и грађанске године је била око 1 дан сваке 4 године, па се хелијакални излазак Сотхиса враћао на исту тачку календара сваких око (4×365=) 1460 година (Сотис-период). Пошто је ово лутајућа година, ипак је задржан и лунарни календар, регулисан изласцима Сиријуса, за верске, пољопривредне и свакодневне сврхе, док је грађански 365-дневни календар коришћен у управи и администрацији. Египћани су такође знали да је 309 лунација скоро једнако 9125 дана, или 25 египатских година, што је вероватно коришћено у конструкцији секундарног лунарног календара, на који је пренесено одређивање верских прослава и дужности. Преступни месец је уметан онда када би лунарна година почињала пре грађанске.

## Бројање година
Није постојала нека универзална календарска ера, већ само владавина фараона, нпр. „Година 1 Краља Н. Н.". Бројање се враћало на Један са сваким новим устоличењем.

## Месеци и дани
Већим делом египатске историје, месеци нису називани појединачним именима, већ нумерисани унутар три сезоне. Али, већ у Средњем краљевству, сваки месец је имао сопствено име. Ова су се развила у називе из Новог краљевства, од којих су касније настала хеленизована имена која је, између осталих, Птолемеј користио за хронологију у Алмагесту. Конвенција међу модерним египтолозима је да се месеци редом нумеришу римским бројевима.
Дани у месецу грађанске године су такође били редом набројани, па би грађански датум могао гласити: „Владарска година 1, четврти месец Поплаве, дан 5, под величанством Краља Н. Н.". У лунарном календару је сваки дан био именован, а биле су препознате и четири Месечеве мене, мада није постојала подела на мање јединице попут недеља. За разлику од већине других народа који су користили лунарни календар, Египћани су дан започињали изласком Сунца, јер се почетак месеца (а тиме и дана) рачунао од нестанка старог Месеца пред зору. Обданица и ноћ су били подељени на по 12 часова, чија се дужина мењала током године и који су мерени воденим (клепсидра) и сунчаним сатовима
| Бр.  | Имена сезона    | Средње краљевство | Ново краљевство | Грчки      | Коптски   | Египатски арапски |
| ---- | --------------- | ----------------- | --------------- | ---------- | --------- | ----------------- |
| I    | Први Akhet-a    | Tekh              | Dhwt            | Thoth      | Thout     | Tout              |
| II   | Други Akhet-a   | Menhet            | Pa-n-ip.t       | Phaophi    | Paopi     | Baba              |
| III  | Трећи Akhet-a   | Hwt-hwr           | Hwt-hwr         | Athyr      | Hathor    | Hatour            |
| IV   | Четврти Akhet-a | Ka-hr-ka          | Ka-hr-ka        | Choiak     | Koiak     | Kiahk             |
| V    | Први Peret-a    | Sf-bdt            | Ta-'b           | Tybi       | Tobi      | Touba             |
| VI   | Други Peret-a   | Rekh wer          | Mḫyr            | Mechir     | Meshir    | Amshir            |
| VII  | Трећи Peret-a   | Rekh neds         | Pa-n-amn-htp.w  | Phamenoth  | Paremhat  | Baramhat          |
| VIII | Четврти Peret-a | Renwet            | Pa-n-rnn.t      | Pharmouthi | Paremoude | Baramouda         |
| IX   | Први Shemu-a    | Hnsw              | Pa-n-ḫns.w      | Pachon     | Pashons   | Bashans           |
| X    | Други Shemu-a   | Hnt-htj           | Pa-n-in.t       | Payni      | Paoni     | Ba'ouna           |
| XI   | Трећи Shemu-a   | Ipt-hmt           | Ipip            | Epiphi     | Epip      | Abib              |
| XII  | Четврти Shemu-a | Wep-renpet        | Msw-r'          | Mesore     | Mesori    | Mesra             |

## Птолемејски и римски период
Према римском писцу Цензорину, дан египатске нове године је пао 20. јула 139. н. е. по јулијанском календару, када је у Египту био и хелијакални излазак Сиријуса. Из овога је могуће израчунати да се ово поклапање претходно догодило 1322. п. н. е., а пре тога 2782. п. н. е. Овај други датум је постулиран као време када је календар измишљен, али горе поменута Дјерова владавина претходи тому. Други историчари померају почетак календара за још један циклус, до 4242. п. н. е.
Птолемејски владари Египта су 238. п. н. е. декретирали да ће свака четврта година бити дугачка 366 дана уместо 365, али то није заживело. Реформа ће ступити на снагу тек када Октавијан Август уведе „Александријски календар“ 26/25. п. н. е., који је укључивао шести епагоменални дан и то 22. п. н. е. по први пут. Овим је скоро заустављено померање првог дана године (1 Тхотх) у односу на годишња доба, остављајући га фиксираним на 29. августу по јулијанском календару, одн. 30. пред јулијанску преступну годину.

## Реформисани календар
Овај реформисани египатски календар се и данас користи у Египту као коптски календар египатске цркве, а и шире египатске популације, нарочито земљорадника (fellah) за рачунање пољопривредних сезона. Савремени египатски фармери, попут њихових древних предака, деле годину у три сезоне: зиму, лето и поплаву. Календар је такође повезан са локалним фестивалима попут годишњег Изливања Нила и старим пролећним фестивалом sham en nisim.
Астрономи у средњем веку су користили египатски календар због његове математичке правилности — Коперник је нпр. конструисао своје таблице кретања планета на основу египатске године. 
Етиопски календар је заснован на овом календару, само што користи амхарска имена за своје месеце и користи другачију еру. Француски револуционарни календар је имао исту структуру (12×30+ 5 или 6 дана), али је започињао годину јесењом равнодневицом. Британски творац планетаријума John Gleave је представио египатски календар у реконструкцији Антикитерског механизма. 